# Гансо
Па́уло Энри́ке Ша́гас де Ли́ма (порт.-браз. Paulo Henrique Chagas de Lima; 12 октября 1989, Ананиндеуа), также известный под именем Гансо (с порт. Ganso — Гусь) — бразильский футболист, атакующий полузащитник клуба «Флуминенсе».

## Карьера

### Клубная
Пауло Энрике начал карьеру в клубе «Туна Лузо» в 1996 году. Через 8 лет он перешёл в «Пайсанду» (Белен), а затем в «Сантос», куда его привёл Джованни. С 2007 года он начал играть за молодёжный состав команды, где получил травму, из-за которой выбыл из строя на 6 месяцев. Возвратившись в состав, Пауло Энрике помог «Сантосу» выиграть молодёжный чемпионат Сан-Паулу. На следующий год он играл в молодёжном первенстве Кубка Сан-Паулу, где «Сантос» дошёл до 1/4 финала, а Пауло Энрике забил 2 гола.
23 января 2008 года Пауло Энрике перезаключил контракт с клубом, подписав его на 5 лет. В том же году он был включён в основной состав команды и получил футболку с 10-м номером. 17 февраля он дебютировал в основе команды в матче с «Рио-Прето» на чемпионате штата Сан-Паулу. Всего в своём первом сезоне он провёл 7 игр и не забил ни одного гола. Неудачному выступлению способствовала и игра клуба, который боролся «за выживание» в серии А.
Начало 2009 года вышло для Пауло Энрике неудачным — он редко попадал в состав. Это продолжалось вплоть до матча с «Гуарани», в котором он забил 3-й гол своей команды. После неудачного выступления Лусио Флавио, отправленного в запас, Пауло Энрике занял его место и закрепился в основе команды и помог ей занять второе место в первенстве штата. После выступления в чемпионате страны, где он провёл 31 игру, забил 8 голов и сделал 4 голевые передачи, Пауло Энрике перезаключил контракт с «Сантосом» на 137 млн реалов.
В 2010 году Пауло Энрике выиграл чемпионат Сан-Паулу, в розыгрыше которого забил 12 голов. Многими СМИ был отмечен его большой вклад в победу команды.
В апреле 2011 года появились слухи о переходе Гансо в итальянский «Милан», однако спортивный директор клуба, Арьедо Брайда, их опроверг. Также получилось со слухами о переходе в другой миланский клуб — «Интернационале». В том же месяце футболист получил травму бедра, из-за чего не выступал два месяца. Летом 2011 года «Пари Сен-Жермен» предлолжил за трансфер полузащитника 20 млн евро, но его предложение было отклонено. В декабре инвестиционная группа DIS, ранее владевшая 45 % трансфера Гансо, выкупила ещё 10 % прав на контракт игрока.
Зимой 2012 года Гансо выразил желание покинуть «Сантос».
21 сентября 2012 года Гансо перешёл в клуб «Сан-Паулу» за 23,9 млн реалов (около 11,7 млн долларов). За эту сумму Сан-Паулу получил 45 % прав на футболиста, оставшиеся права по-прежнему принадлежали инвестиционной компании DIS. Полузащитник подписал контракт на 5 лет. Гансо был куплен, чтобы заменить Лукаса Моуру, ушедшего в «Пари Сен-Жермен». Сам игрок сказал: «Я очень доволен этим шагом. Моя мечта сбылась. Другие клубы также были заинтересованы в моих услугах».

### В сборной
Гансо играл на молодёжном чемпионате мира, где его команда заняла 2-е место, проиграв в серии пенальти Гане.
20-летний Гансо был кандидатом на поездку на чемпионат мира 2010 года в ЮАР, но попал только в список запасных игроков сборной. Причиной невызова Гансо, а также его 18-летнего одноклубника Неймара, главный тренер сборной Бразилии Дунга назвал юный возраст футболистов.
В 2011 году Гансо в составе сборной поехал на Кубок Америки. Во втором матче турнира с Парагваем он сделал две голевые передачи, Бразилия сыграла вничью 2:2.
В 2012 году в составе сборной Бразилии завоевал серебряную медаль олимпийского футбольного турнира в Лондоне.
В 2016 году в связи с травмами Дугласа Косты и Кака Гансо был вызван в сборную на Кубок Америки и вошёл в финальную заявку. Весь турнир провёл на скамейке запасных, так и не выйдя на поле.

## Статистика
| Выступление      | Выступление      | Выступление      | Чемпионат | Чемпионат | Кубок | Кубок | Континент. | Континент. | Чемпионат штата | Чемпионат штата | Итого | Итого |
| Клуб             | Лига             | Сезон            | Игры      | Голы      | Игры  | Голы  | Игры       | Голы       | Игры            | Голы            | Игры  | Голы  |
| ---------------- | ---------------- | ---------------- | --------- | --------- | ----- | ----- | ---------- | ---------- | --------------- | --------------- | ----- | ----- |
| Сантос           | Серия А          | 2008             | 3         | 0         | 0     | 0     | 0          | 0          | 4               | 0               | 7     | 0     |
| Сантос           | Серия А          | 2009             | 31        | 8         | 4     | 0     | —          | —          | 11              | 2               | 46    | 10    |
| Сантос           | Серия А          | 2010             | 11        | 0         | 10    | 2     | 2          | 0          | 20              | 11              | 43    | 13    |
| Сантос           | Серия А          | 2011             | 13        | 2         | 0     | 0     | 9          | 1          | 9               | 2               | 31    | 5     |
| Сантос           | Серия А          | 2012             | 5         | 1         | 0     | 0     | 13         | 3          | 16              | 4               | 34    | 8     |
| Сантос           | Итого            | Итого            | 63        | 11        | 14    | 2     | 24         | 4          | 60              | 19              | 161   | 36    |
| Сан-Паулу        | Серия А          | 2012             | 3         | 0         | —     | —     | 2          | 0          | 0               | 0               | 5     | 0     |
| Сан-Паулу        | Серия А          | 2013             | 31        | 1         | —     | —     | 16         | 2          | 16              | 2               | 63    | 5     |
| Сан-Паулу        | Серия А          | 2014             | 34        | 5         | 6     | 0     | 6          | 3          | 15              | 1               | 61    | 9     |
| Сан-Паулу        | Серия А          | 2015             | 31        | 2         | 6     | 0     | 8          | 0          | 8               | 1               | 53    | 3     |
| Сан-Паулу        | Серия А          | 2016             | 7         | 1         | 0     | 0     | 11         | 2          | 14              | 4               | 32    | 7     |
| Сан-Паулу        | Итого            | Итого            | 106       | 9         | 12    | 0     | 43         | 7          | 53              | 8               | 214   | 24    |
| Севилья          | Ла Лига          | 2016/2017        | 10        | 2         | 5     | 1     | 1          | 0          | —               | —               | 16    | 3     |
| Севилья          | Ла Лига          | 2017/2018        | 8         | 2         | 2     | 1     | 1          | 1          | —               | —               | 11    | 4     |
| Севилья          | Ла Лига          | 2018/2019        | 0         | 0         | 0     | 0     | 1          | 0          | —               | —               | 1     | 0     |
| Севилья          | Итого            | Итого            | 18        | 4         | 7     | 2     | 3          | 1          | —               | —               | 28    | 7     |
| Амьен            | Лига 1           | 2018/2019        | 12        | 0         | 1     | 0     | —          | —          | —               | —               | 13    | 0     |
| Амьен            | Итого            | Итого            | 12        | 0         | 1     | 0     | —          | —          | —               | —               | 13    | 0     |
| Флуминенсе       | Серия А          | 2019             | 8         | 1         | 6     | 2     | 4          | 0          | 7               | 1               | 25    | 4     |
| Флуминенсе       | Итого            | Итого            | 8         | 1         | 6     | 2     | 4          | 0          | 7               | 1               | 25    | 4     |
| Всего за карьеру | Всего за карьеру | Всего за карьеру | 207       | 25        | 40    | 6     | 74         | 12         | 120             | 28              | 441   | 71    |

## Достижения

### Командные
- Чемпион штата Сан-Паулу (3): 2010, 2011, 2012
- Обладатель Кубка Бразилии: 2010
- Чемпион штата Сан-Паулу (до 20) (2): 2007, 2008
- Победитель Кубка Либертадорес (2): 2011, 2023
- Обладатель Южноамериканского кубка: 2012

### Личные
- Лучший игрок Кубка Бразилии: 2010[30]